# 온세역

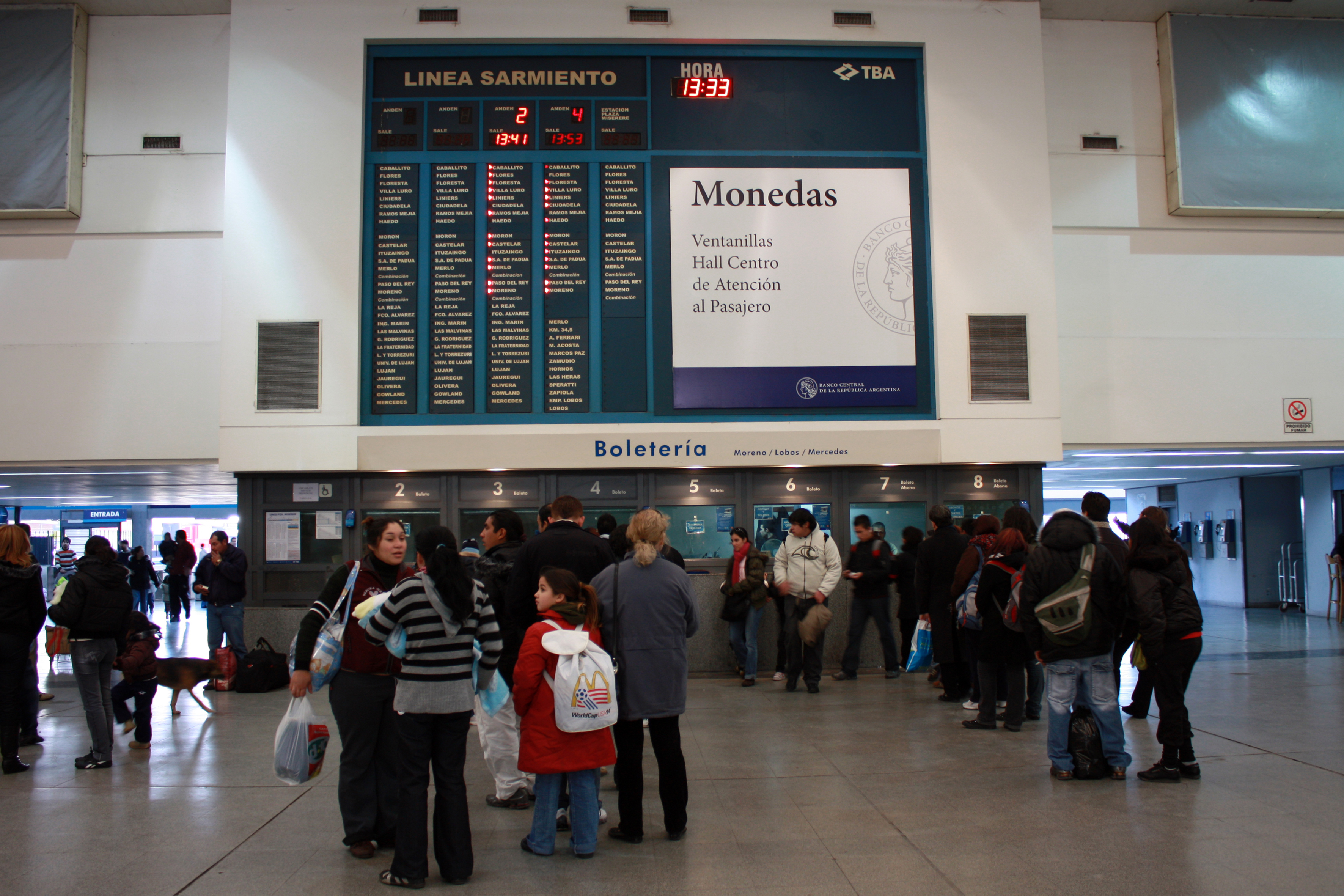
온세역

온세역(스페인어: Estación Once de Septiembre)은 아르헨티나 부에노스아이레스 발바네라 미제레레 광장에 위치한 철도역이다. 철도 도밍고 파우스티노 사르미엔토의 역이며, 2012년에는 철도 사고가 발생하였다.

## 같이 보기
- 발바네라